# Gusztáv gondos
A Gusztáv gondos a Gusztáv című rajzfilmsorozat negyedik évadának tizenhatodik epizódja.

## Rövid tartalom
Gusztáv elutazik, s bár megelőzően mindent gondosan ellenőrzött a lakásában, mindig újabb és újabb veszélyek réme ijesztgeti és készteti a lakásba való visszatérésre. A felesleges aggodalmaskodások sorának valódi baleset lesz a vége.

## Alkotók
- Rendezte: Jankovics Marcell, Vásárhelyi Magda
- Írta: Jankovics Marcell, Nepp József
- Dramaturg: Lehel Judit
- Zenéjét szerezte: Pethő Zsolt
- Operatőr: Klausz András
- Kamera: Cselle László
- Hangmérnök: Bársony Péter
- Vágó: Czipauer János
- Tervezte: Vásárhelyi Magda
- Háttér: Szoboszlay Péter
- Rajzolták: Orbán Anna, Rosta Géza
- Színes technika: Kun Irén
- Gyártásvezető: Marsovszky Emőke
- Produkció vezető: Imre István

A Magyar Televízió megbízásából a Pannónia Filmstúdió készítette.